# Володьков Роман Михайлович
Роман Михайлович Володьков (нар. 12 серпня 1973 р., Запоріжжя) — колишній стрибун у воду з України, який представляв рідну країну на трьох літніх Олімпійських іграх поспіль, починаючи з 1996 року. Він виграв бронзову медаль у синхронних стрибках із вишки 10 м на чемпіонаті світу з водних видів спорту 2001 року та срібну медаль у цій же дисципліні на чемпіонаті світу з водних видів спорту 2003 року.